# Bixa platycarpa
Bixa platycarpa là một loài thực vật có hoa trong họ Bixaceae. Loài này được Ruiz & Pav. ex G.Don mô tả khoa học đầu tiên năm 1831.